# Andrzej Wachowiak

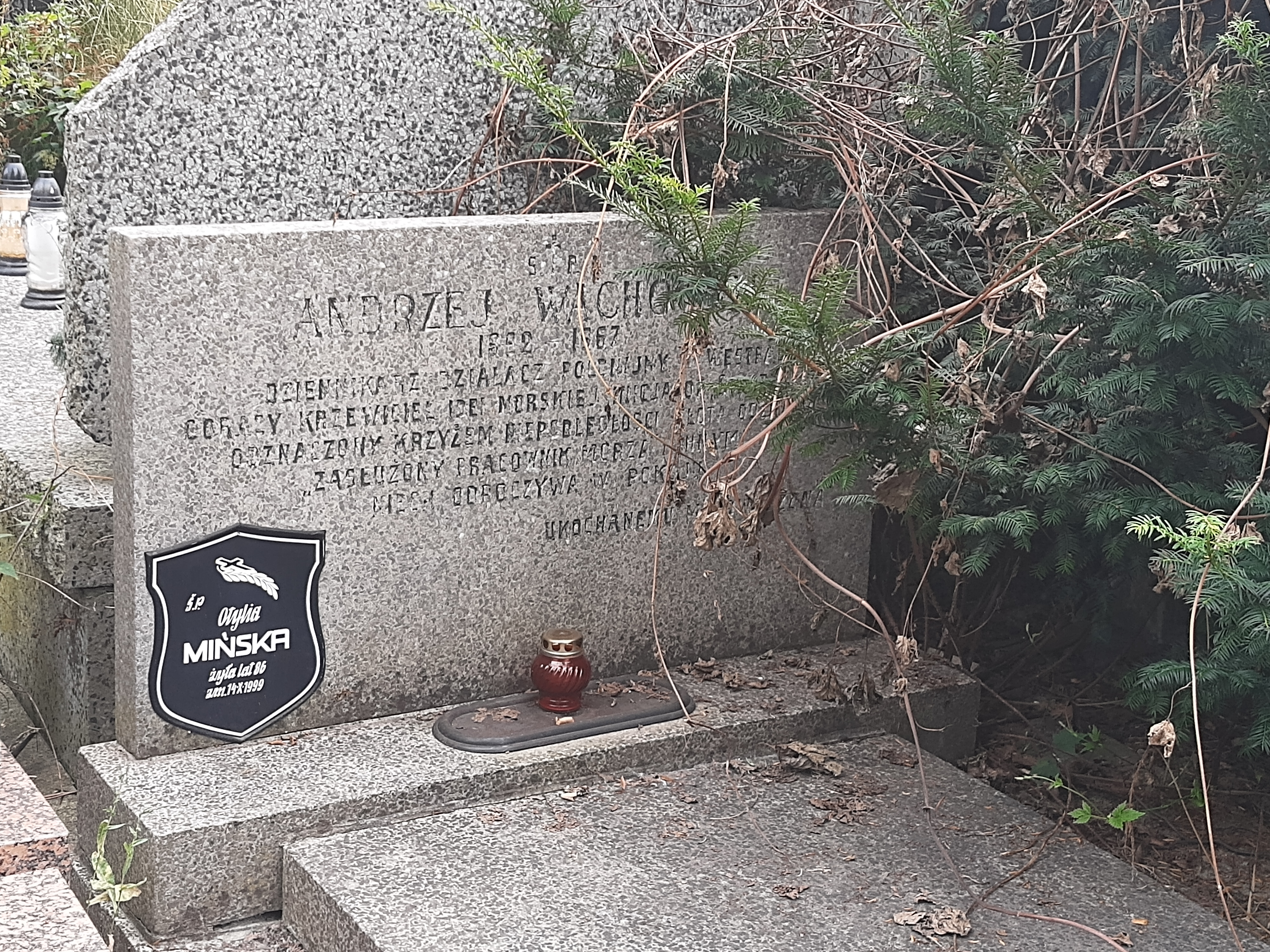
Grób Andrzeja Wachowiaka na cmentarzu Bródnowskim w Warszawie

Andrzej Wachowiak (ur. 26 listopada 1892 w Smolicach, zm. 1 maja 1967 w Brwinowie) – polski dziennikarz, marynista, inicjator Święta Morza.

## Życiorys
Urodził się w rodzinie robotnika rolnego Ignacego i Małgorzaty z Pośledników. Miał dziewięcioro rodzeństwa, w tym Stanisława, który w latach 1924–1926 był wojewodą pomorskim. W 1897 z rodziną wyjechał do Westfalii, gdzie ojciec pracował jako górnik. Ukończył gimnazjum w Wanne-Eickel. Studiował na uniwersytetach w Monsterze i Strasburgu. W 1913 wyjechał do Francji.
Po powrocie do Polski w 1920 pracował jako dziennikarz w „Prawdzie”, organie Narodowego Stronnictwa Robotniczego, w latach 1921–1924 był radnym Poznania z ramienia Narodowej Partii Robotniczej, w latach 1927–1930 dyrektorem w browarach Hungera. Od 1931 był szefem biura Polsko-Skandynawskiego Towarzystwa Transportowego „Polskarob” w Gdyni. W latach dwudziestolecia międzywojennego był gdyńskim radnym i członkiem tamtejszego zarządu Ligi Morskiej i Kolonialnej (1934–1939), pełnił funkcję prezesa Obwodu Polskiego Związku Zachodniego w Gdyni (1936–1938), był członkiem Sejmiku Wojewódzkiego w Toruniu (1937–1939). To on wymyślił i wcielił w życie pomysł, aby pod koniec czerwca każdego roku święcić łodzie, kutry rybackie. Były to obchodzone do czasów obecnych Dni Morza (lub Święto Morza). Pierwsza taka uroczystość miała miejsce w 1932 i do czasu wybuchu II wojny światowej odbyła się osiem razy. Podczas wojny znalazł się w Westfalii, gdzie po kapitulacji Niemiec działał wśród mieszkającej tam Polonii.
Był dziennikarzem związanym z magazynem „Morze” oraz „Kurierem Bałtyckim” i „Dziennikiem Gdyńskim”.
Po wojnie pracował w Głównym Urzędzie Statystycznym w Warszawie.
Zmarł w Brwinowie. Pochowany na cmentarzu Bródnowskim w Warszawie (kwatera 30G-6-28).

## Ordery i odznaczenia
- Krzyż Niepodległości (4 listopada 1933)[2]
- Złoty Krzyż Zasługi (30 kwietnia 1937)[1]
- Złota Odznaka honorowa „Zasłużony Pracownik Morza”

## Upamiętnienie
Na budynku przy ul. Beniowskiego w Gdyni Zarząd Główny Ligi Morskiej w 1991 odsłonił tablicę upamiętniającą Andrzeja Wachowiaka.